# フェルナンド・デ・シスロ

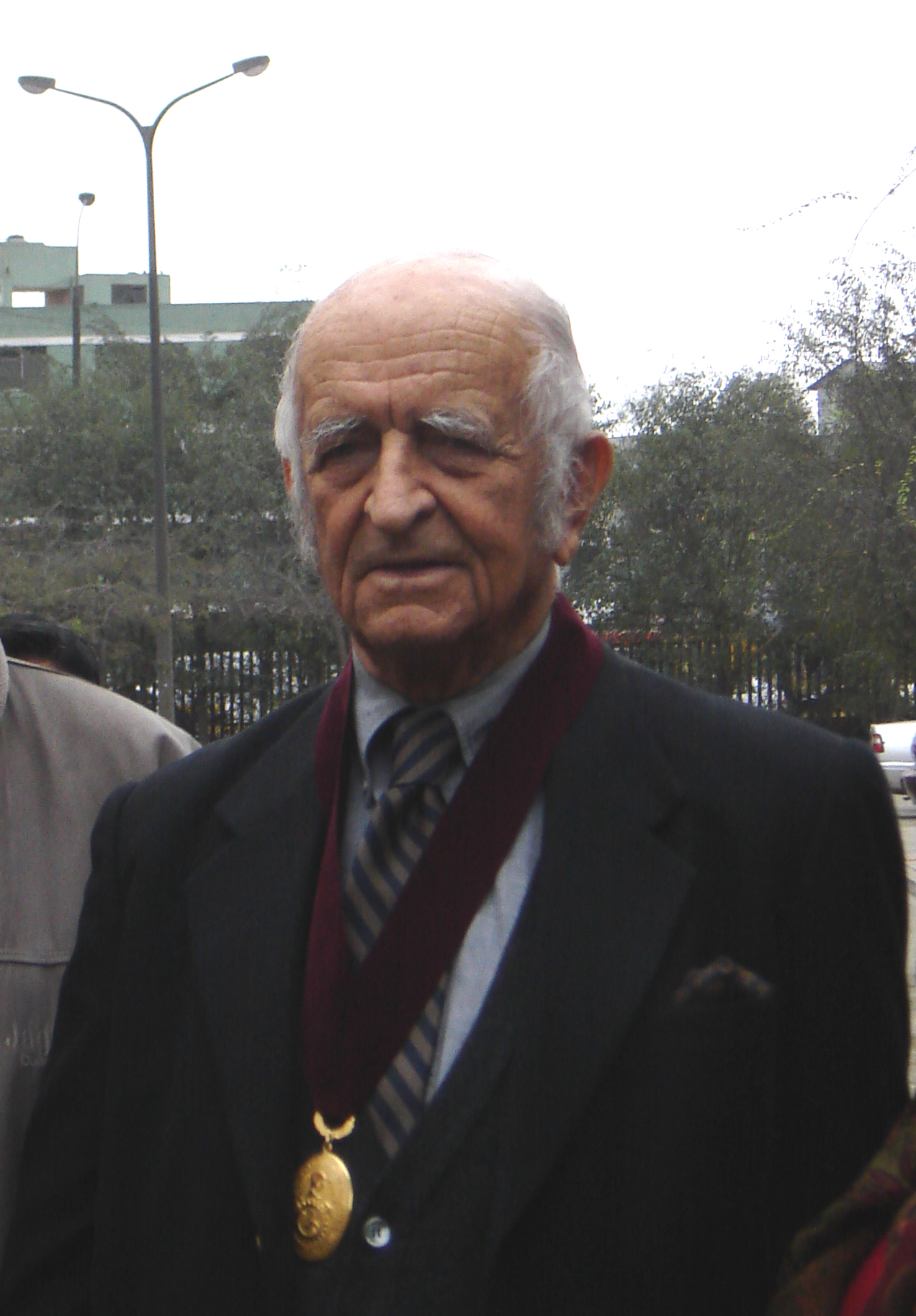
フェルナンド・デ・シスロ、2009年

フェルナンド・デ・シスロ・バルデロマール（Fernando de Szyszlo Valdelomar、1925年7月5日 - 2017年10月9日） は南米ペルーを代表する画家。
代表作はFernando De Szyszlo   Dore Ashton著 (2004/3 Poligrafa Ediciones Sa; illustrated edition)に詳しく紹介されている。